# Адолфо Прада
Адолфо Прада Вакеро (на испански: Adolfo Prada Vaquero) е испански полковник от Гражданската война в Испания.

## Биография
През декември 1936 г. Прада ръководи дивизия във Втората битка на пътя Коруня. През август 1937 г. ръководи армейски корпус в Кантабрия, а на 29 август е назначен за върховен главнокомандващ на Републиканската армия на Севера (60 000 души), заменяйки генерал Мариано Улибари. Прада се опитва да реорганизира републиканските сили и застрелва трима командири на бригади, за да поддържа дисциплината. Въпреки това, той не може да спре настъплението на националистите срещу Астурия и на 18 октомври бяга от там, за да избегне залавяне. На 7 ноември 1937 г. става командир на новосъздадената Андалуска армия, пост, който заема до 14 март 1938 г. След катастрофата на битката при Меридския чувал е назначен за командир на Естремадурската армия на 31 юли 1938 г., заменяйки полковник Рикардо Бурильо, който е внезапно уволнен.
През март 1939 г. Прада подкрепя преврата на Касадо и е назначен за командир на Армията на центъра. На 28 март се предава на националистите. Осъден е на затвор. Освободен е години по-късно и умира в Мадрид през 1962 г.